# Jan Arvid Hellström
Jan Arvid Hellström (* 30. August 1941 in Öckerö; † 29. Dezember 1994 in Växjö) war ein schwedischer lutherischer Theologe und Bischof sowie Romanautor und Dichter.

## Leben
Nach seiner Schulzeit studierte Hellström Evangelische Theologie an der Universität Lund und wurde 1964 ordiniert. Anschließend arbeitete er im Dienst der Schwedischen Kirche, bis er 1971 zum Dr. theol. promoviert wurde und eine Dozentur an der Universität Uppsala erhielt. 1984 rückte er zum Professor für Kirchenkunde (kyrko- och samfundsvetenskap) auf. 1991 wurde er zum Bischof im Bistum Växjö ernannt, starb aber schon nach wenigen Jahren an den Folgen eines Autounfalls.
Neben fachwissenschaftlichen Veröffentlichungen zur schwedischen Kirchengeschichte (besonders zum Frühmittelalter und zur schwedischen Kolonie auf St. Barthélemy in der Karibik) und zur Hymnologie schrieb Hellström auch belletristische Werke, darunter eine Reihe von historischen Romanen über das Mittelalter und über Neuschweden, die erste schwedische Siedlung in Nordamerika, sowie vier Gedichtbände und (unter dem Pseudonym Natanael Frid) vier humoristische Kriminalromane. Ferner dichtete er zahlreiche Kirchenlieder (auch als Übersetzungen aus dem Deutschen, Englischen und anderen Sprachen), mit denen er das Neue Geistliche Lied beeinflusste. Mit zwei Dichtungen sowie 14 Textbearbeitungen ist er im schwedischen Gesangbuch von 1986 vertreten.
Hellström war mit der Sängerin Lena Hellström (1941–2003) verheiratet.

## Werke (Auswahl)
Eine vollständige Bibliographie findet sich in: Olle Wingborg (Hrsg.): Litteratur av Jan Arvid Hellström. Bibliografisk förteckning. Växjö stiftssamfällighet, Växjö 1996.
- Biskop och landskapssamhälle i tidig svensk medeltid. Nordiska Bokhandeln, Stockholm 1971 (zugleich Diss.)
- En resa till medeltiden. Verbum, Stockholm 1973.
- Guds oas. [Historisk roman]. Verbum, Stockholm 1975.
- Herr Jacobs nya ögon. En berättelse från det trettonde århundradet. Verbum, Stockholm 1978.
- Jamaica farväl. Ett äventyr i tid och rum. Harrier, Vällingby 1978.
- Vägen till liv. Studiehäfte kring folklig andlig sang i Sverige från 1700-talet till i dag. Verbum, Stockholm 1978.
- Hymnologi - en forskning med framtid? Erene, Uppsala 1982; 2. Aufl. 1985.
- Ulven [En thriller]. Bonnier, Stockholm 1984.
- Den hemlighetsfulla sången. Om Dan Anderssons tro och diktning. Libris, Örebro 1981; 3. Aufl. 1990.
- Kyrkofursten som blev klosterbroder. En bok om ärkebiskop Eskil. Skeab, Stockholm 1981.
- De svenska prästerna på S:t Barthélemy under den svenska kolonialtiden. Erene, Uppsala 1986.
- Din ande skiner. Dikter. Erene, Uppsala 1986.
- Uppdrag Nya Sverige. Drei Teile. Interskrift, Stockholm 1987–1989.
- "... åt alla christliga förvanter ...". En undersökning av kolonialförvaltning, religionsvård och samfundsliv på S:t Barthélemy under den svenska perioden 1784–1878. Erene, Uppsala 1987.
- Änglarnas fall. En berättelse från katarernas Languedoc i det trettonde århundradet. Atlantis, Stockholm 1995.
- Vägar till Sveriges kristnande. Atlantis, Stockholm 1996.

Als Natanael Frid
- Pastorn på spåret. En gäckande deckare. Verbum, Stockholm 1974.
- Pastorn blir gift. Ett allvarsamt skämt. Verbum, Stockholm 1974.
- Pastorn och mordet på ärkebiskopen. Askild & Kärnekull, Stockholm 1981.
- Pastorn går igen. Libris, Örebro 1990.